# Heteropolygonatum ginfushanicum
Heteropolygonatum ginfushanicum är en sparrisväxtart som först beskrevs av Fa Tsuan Wang och Tang, och fick sitt nu gällande namn av M.N.Tamura, S.C.Chen och Nicholas J. Turland. Heteropolygonatum ginfushanicum ingår i släktet Heteropolygonatum och familjen sparrisväxter. Inga underarter finns listade i Catalogue of Life.